# Auschwitz III – Monowitz

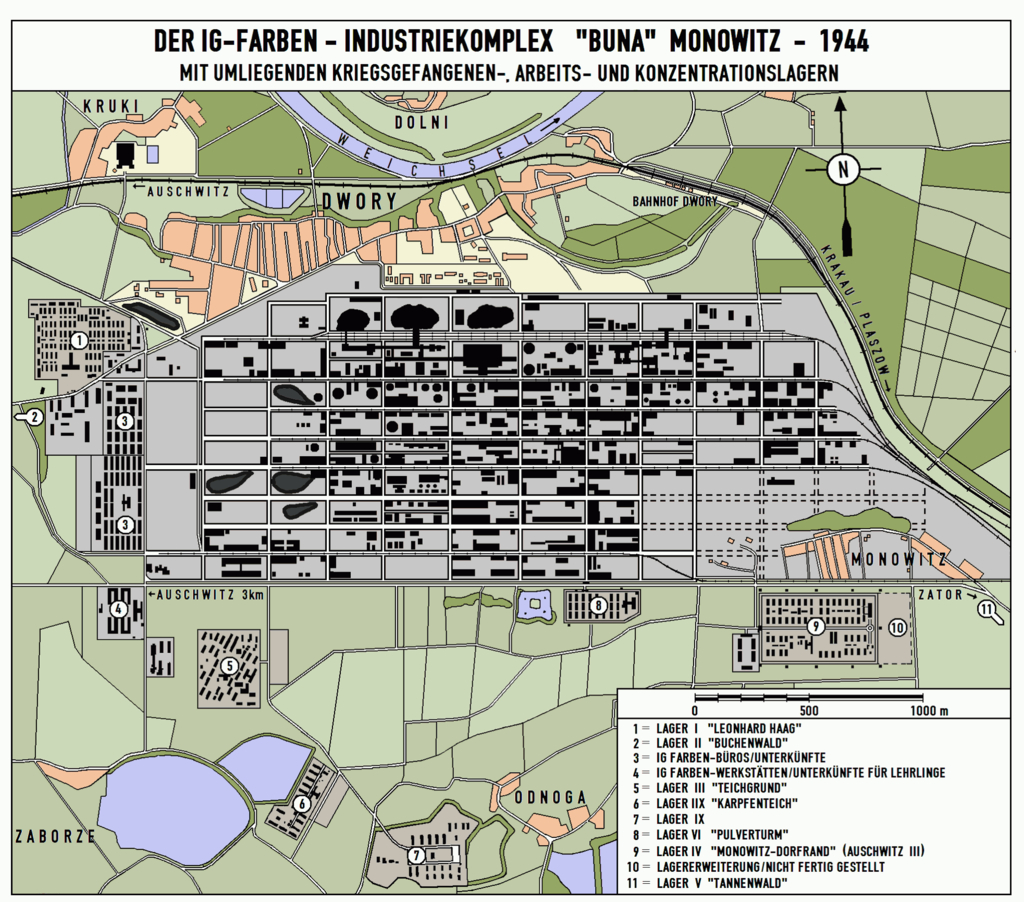
Plánek KZ Monowitz

Monowitz (též Monowitz-Buna či KZ Auschwitz III) byl pracovní koncentrační tábor třetí říše – jeden z pobočných koncentračních/vyhlazovacích táborů Osvětimi. Monowitz tvořil jeden ze tří hlavních táborů osvětimského komplexu. Nazvaný byl podle vesnice Monowice (německy Monowitz), poblíž které byl zbudován.
Stavba tábora začala v říjnu 1942 na pokyn vedoucích představitelů koncernu IG Farben, aby mohl poskytovat otrockou práci továrnám a průmyslovému komplexu Buna Werke. SS, které výstavbu tábora řídilo, v říjnu 1943 rozhodlo, že se Monowitz stane samostatným táborem (tehdy dostal označení Auschwitz III-Monowitz; podobně byl oddělena Březinka coby Auschwitz II-Birkenau). Velitelem Monowitzu se stal SS Hauptsturmführer Heinrich Schwartz, který mu od listopadu 1943 velel až do jeho opuštění resp. ústupu Němců a ochodu vězňů v lednu 1945.
IG Farben hodlala postavit továrnu na výrobu syntetického kaučuku a kapalných paliv. Již od prosince 1940, kdy toto původně polské území bylo anektováno Německem, probíhalo jednání, plánování a zvažování vhodné lokace, která měla být mimo zjevné terče případných spojeneckých bombardování, současně v blízkosti některého z říšských pracovních táborů a též poblíž zdrojů nerostných surovin. V dubnu 1941 představitelé IG Farben vykoupili pozemky v okolí za nízké ceny od ministerstva financí (poté, co je ministerstvo vyvlastnilo tamním původním vlastníkům bez náhrady a nařídilo strhnout jejich domy). Mezitím německé vládní orgány vyhnaly všechny Židy v obcích Sosnowiec a Chrzanów (včetně menšího počtu Poláků) a prodaly jejich domy IG Farben, která do nich následně ubytovala své zaměstnance z Německa. Bylo dosaženo dohody mezi IG Farben a komandaturou koncentračního tábora na dodávce táborových vězňů za 3 a 4 říšské marky za hlavu a den pro běžného resp. kvalifikovaného pracovníka.
První dělníky (z ještě neodděleného táborového komplexu v Osvětimi) přivážely náklaďáky do továrního komplexu v polovině dubna 1941. Od května museli denně ujít 6 až 7 km mezi táborem a místem své práce. Na konci července, kdy jich zde pracovalo přes tisícovku, byli přiváženi vlakem ze stanice Dwory. Práce dělníků čítala urovnávání země, hloubení škarp pro odvodňování, pokládání kabelů a budování silnic. Po přerušení se sem vrátili v květnu 1942 a pracovali zde až do 21. července, kdy v táboře v Březince vypukla epidemie tyfu[nepřesný odkaz] a práce byly přerušeny. Vedení tábora se obávalo ztráty personálu a rozhodlo se pro to, aby v té době již zbudované zázemí budov v Monowitzkého tábora, původně určené pro civilisty, připadlo dělníkům-vězňům a stal se z něho samostatný tábor. Po několika zdrženích byli do tohoto tábora trvale internováni první vězni 26. října 1942; na začátku listopadu to bylo již asi 2000 vězňů.

## Buna

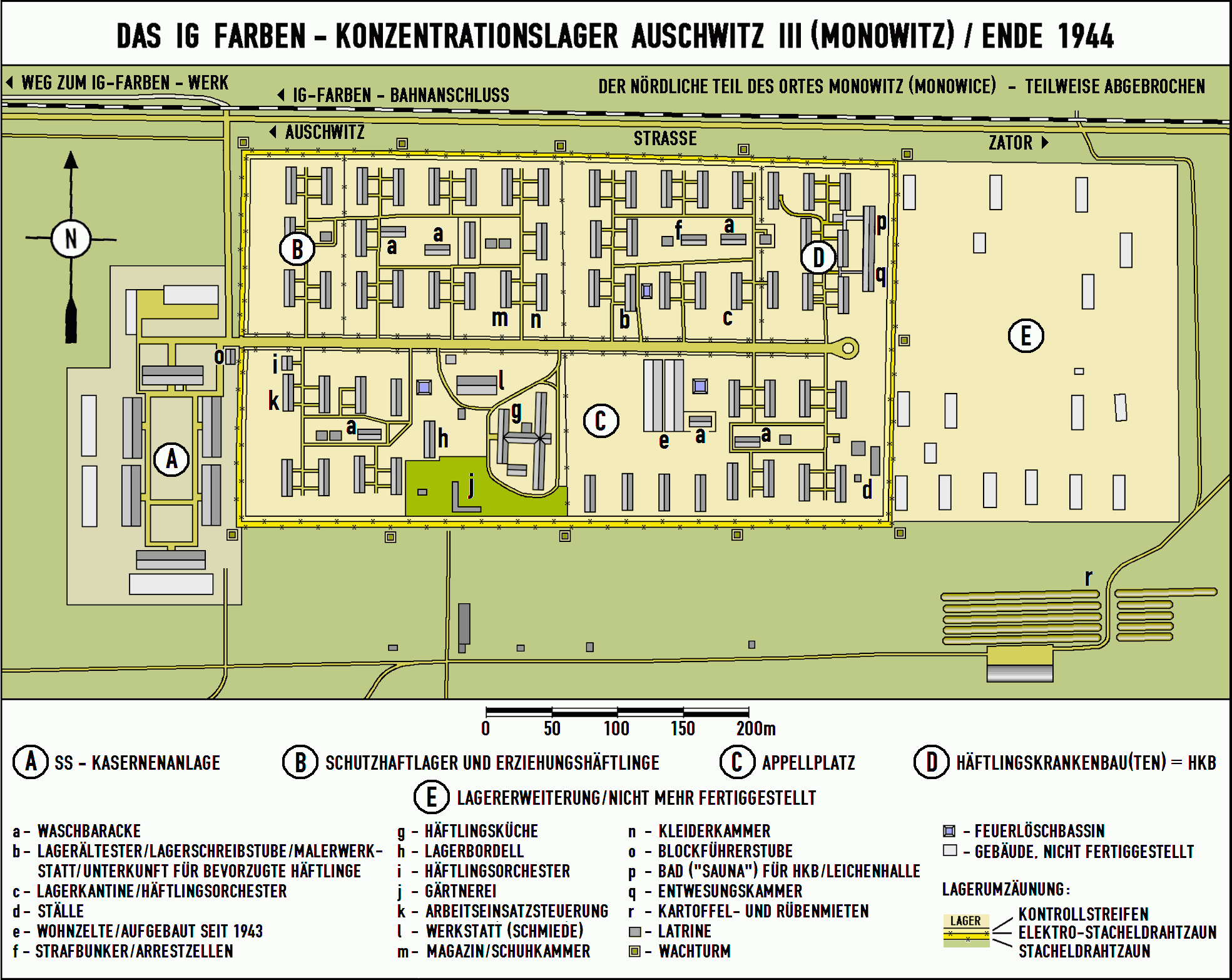
Plánek Buna Werke na konci roku 1944

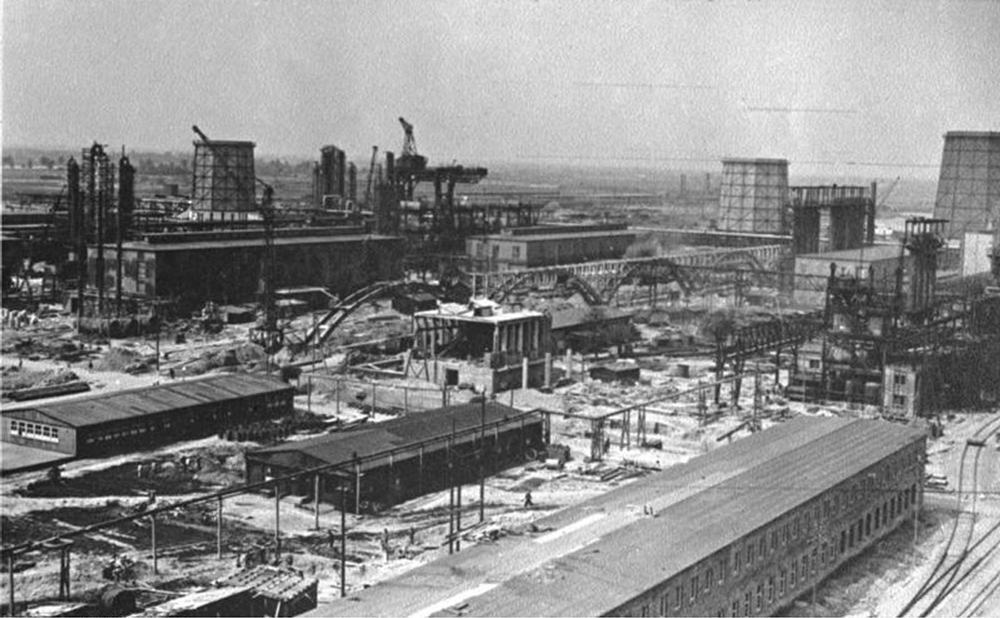
Továrna IG Farben ve výstavbě, 1942

Buna (nebo Buna Werke, Monowitz Buna-Werke) byla továrna určená k výrobě syntetického kaučuku. Byla situovaná na jihovýchodním okraji komplexu Auschwitz III. Její výstavba byla zadána na žádost Itálie a jejím zájmu importovat NBR (akrylonitrilovo-butadienový kaučuk) z IG Farben poté, co se zhroutila italská produkce syntetického oleje. Na její výstavbu dohlížel Fritz ter Meer. 29stránková smlouva podepsaná 2. března 1942 zajistila příliv 8636 civilních dělníků z Itálie zaúkolovaných vybudováním této investice za 700 milionů říšských marek. Díky nalezištím nerostného bohatství a uhlí v okolí a vlivem možnosti otrocké práce měla být výroba syntetického kaučuku vycházející z IG Farben nesmírně levná. Počet osvětimských vězňů pracujících v Buně se v roce 1944 pohyboval okolo 80 tisíc.
Poprvé jsme si všimli, že i tady jsou po obou stranách cesty louky zelené. Bez slunce totiž jako by louka ani nebyla zelená. Buna ne. Buna je beznadějně temná a šedá, Tenhle beznadějný spletenec železa, cementu, bláta a kouře je popření krásy. Její ulice a budovy jsou označeny, stejně jako my, čísly nebo písmeny, nebo nelidskými a hrozivými jmény. Za její ohradou neroste jediná rostlina a půda je prosáklá jedovatými zplodinami uhlí a nafty. Živé tu jsou jen stroje a otroci, ty první mnohem víc než ti druzí. Buna je velká jako město. Kromě vedoucích pracovníků a německých techniků tu pracuje na čtyřicet tisíc cizinců a mluví se tu patnácti nebo dvaceti jazyky.
Primo Levi
Jak se ukáže, z továrny Buna, kterou Němci horlivě stavěli po čtyři roky a ve které nás nesčíslné množství trpělo a zemřelo, nikdy nevyšel jediný kilogram syntetického kaučuku.
Primo Levi